# Björn Schlicke
Björn Schlicke (nascut el 23 de juny de 1981 a Erlangen) és un futbolista alemany ja retirat, que jugava de defensa.